# San José Casas Caídas
San José Casas Caídas es una localidad del estado mexicano de Jalisco. Es parte del municipio de La Barca.

## Toponimia
El nombre «San José» hace referencia al santo patrono de la localidad: José de Nazaret.

## Demografía
| Gráfica de evolución demográfica |
|                                  |

| Censo | Población |
| ----- | --------- |
| 1900  | 877       |
| 1910  | 934       |
| 1921  | 1 042     |
| 1930  | 1 166     |
| 1940  | 1 526     |
| 1950  | 2 000     |
| 1960  | 2 405     |
| 1970  | 2 450     |
| 1980  | 2 497     |
| 1990  | 2 921     |
| 2000  | 2 330     |
| 2010  | 2 067     |
| 2020  | 1 921     |